# Coupe de Biélorussie de football
 (décembre 2024).
Si vous disposez d'ouvrages ou d'articles de référence ou si vous connaissez des sites web de qualité traitant du thème abordé ici, merci de compléter l'article en donnant les références utiles à sa vérifiabilité et en les liant à la section « Notes et références ».
La Coupe biélorusse de football (biélorusse : Кубак Беларусі па футболе, Koubak Biélaroussi pa foutbolié) est une compétition de football à élimination directe organisée par la fédération biélorusse de football. Sa première édition a lieu en 1992.
Elle est accessible à tous les clubs professionnels de Biélorussie ainsi qu'aux clubs amateurs se qualifiant par le biais de compétitions locales. Le vainqueur de la compétition obtient une place pour l'édition suivante de la Ligue Europa Conférence et se qualifie par ailleurs pour l'édition suivante de la Supercoupe de Biélorussie face au vainqueur du championnat biélorusse.
L'actuel tenant du titre est le FK Nioman Hrodna, vainqueur de l'édition 2024-2025. Le club le plus titré de la compétition est le BATE Borisov avec cinq trophées remportés pour sept finales perdues, tandis que cinq autres équipes l'ont emporté à trois reprises.

## Histoire

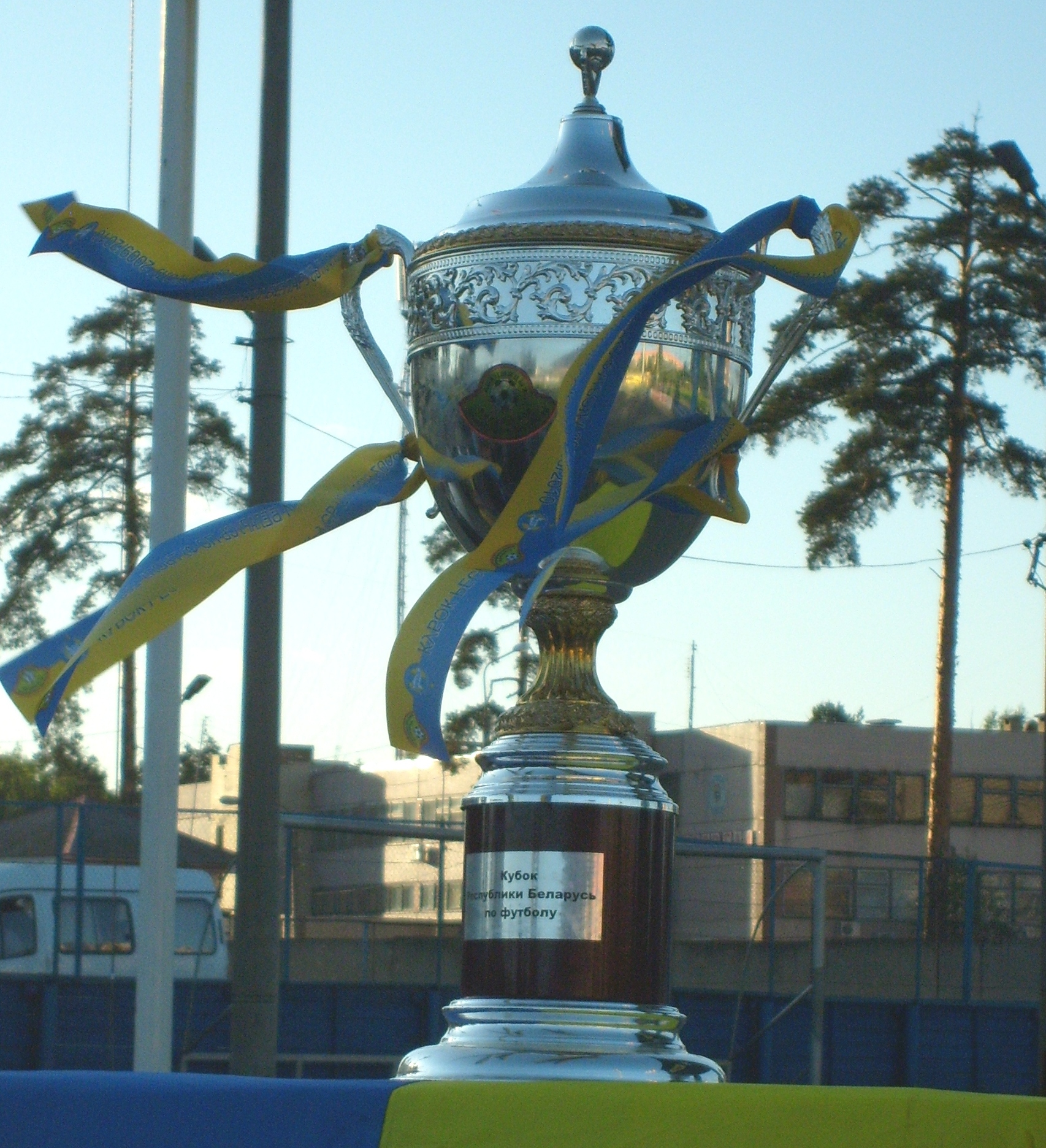
Trophée de la Coupe de Biélorussie en 2010.

## Palmarès[1]
| Saison    | Vainqueur               | Score                 | Finaliste           |
| --------- | ----------------------- | --------------------- | ------------------- |
| 1992      | Dinamo Minsk            | 6 - 1                 | Dniepr Mahiliow     |
| 1992-1993 | Nioman Hrodna           | 2 - 1                 | Vedrytch Retchytsa  |
| 1993-1994 | Dinamo Minsk (2)        | 3 - 1                 | Fandok Babrouïsk    |
| 1994-1995 | Dinamo-93 Minsk         | 1 - 1 ap (7 - 6 tab)  | Torpedo Mahiliow    |
| 1995-1996 | MPKC Mazyr              | 4 - 1                 | Dinamo Minsk        |
| 1996-1997 | Belchina Babrouïsk      | 2 - 0                 | Dinamo-93 Minsk     |
| 1997-1998 | Lokomotiv-96 Vitebsk    | 2 - 1 ap              | Dinamo Minsk        |
| 1998-1999 | Belchina Babrouïsk (2)  | 1 - 1 ap (4 - 2 tab)  | Slavia Mazyr        |
| 1999-2000 | Slavia Mazyr (2)        | 2 - 1                 | Torpedo-MAZ Minsk   |
| 2000-2001 | Belchina Babrouïsk (3)  | 1 - 0 ap              | Slavia Mazyr        |
| 2001-2002 | FK Homiel               | 2 - 0                 | BATE Borisov        |
| 2002-2003 | Dinamo Minsk (3)        | 2 - 0                 | Lokomotiv Minsk     |
| 2003-2004 | Chakhtior Salihorsk     | 1 - 0 ap              | FK Homiel           |
| 2004-2005 | MTZ-RIPA Minsk          | 2 - 1                 | BATE Borissov       |
| 2005-2006 | BATE Borisov            | 3 - 1 ap              | Chakhtior Salihorsk |
| 2006-2007 | Dinamo Brest            | 0 - 0 ap (4 - 3 tab)  | BATE Borisov        |
| 2007-2008 | MTZ-RIPA Minsk (2)      | 2 - 1                 | Chakhtior Salihorsk |
| 2008-2009 | Naftan Novopolotsk      | 2 - 1 ap              | Chakhtior Salihorsk |
| 2009-2010 | BATE Borisov (2)        | 5 - 0                 | Torpedo Jodzina     |
| 2010-2011 | FK Homiel (2)           | 2 - 0                 | Nioman Hrodna       |
| 2011-2012 | Naftan Novopolotsk (2)  | 2 - 2 ap (4 - 3 tab)  | FK Minsk            |
| 2012-2013 | FK Minsk                | 1 - 1 ap (4 - 1 tab)  | Dinamo Minsk        |
| 2013-2014 | Chakhtior Salihorsk (2) | 2 - 1                 | Nioman Hrodna       |
| 2014-2015 | BATE Borisov (3)        | 4 - 1                 | Chakhtior Salihorsk |
| 2015-2016 | Torpedo Jodzina         | 0 - 0 ap (3 - 2 tab)  | BATE Borisov        |
| 2016-2017 | Dinamo Brest (2)        | 1 - 1 ap (10 - 9 tab) | Chakhtior Salihorsk |
| 2017-2018 | Dinamo Brest (3)        | 3 - 2                 | BATE Borisov        |
| 2018-2019 | Chakhtior Salihorsk (3) | 2 - 0                 | FK Vitebsk          |
| 2019-2020 | BATE Borisov (4)        | 1 - 0 ap              | Dinamo Brest        |
| 2020-2021 | BATE Borisov (5)        | 2 - 1                 | Isloch Minsk Raion  |
| 2021-2022 | FK Homiel (3)           | 2 - 1                 | BATE Borisov        |
| 2022-2023 | Torpedo Jodzina (2)     | 2 - 0                 | BATE Borisov        |
| 2023-2024 | Nioman Hrodna (2)       | 2 - 0                 | Isloch Minsk Raion  |
| 2024-2025 | Nioman Hrodna (3)       | 3 - 0                 | Torpedo Jodzina     |

### Bilan par club
| Club                | Victoire(s) | Finale(s) | Éditions(s) remportée(s)     |
| ------------------- | ----------- | --------- | ---------------------------- |
| BATE Borisov        | 5           | 7         | 2006, 2010, 2015, 2020, 2021 |
| Chakhtior Salihorsk | 3           | 5         | 2004, 2014, 2019             |
| Dinamo Minsk        | 3           | 3         | 1992, 1994, 2003             |
| Nioman Hrodna       | 3           | 2         | 1993, 2024, 2025             |
| Dinamo Brest        | 3           | 1         | 2007, 2017, 2018             |
| FK Homiel           | 3           | 1         | 2002, 2011, 2022             |
| Belchina Babrouïsk  | 3           | -         | 1997, 1999, 2001             |
| Slavia Mazyr        | 2           | 2         | 1996, 2000                   |
| Torpedo Jodzina     | 2           | 2         | 2016, 2023                   |
| MTZ-RIPA Minsk      | 2           | -         | 2005, 2008                   |
| Naftan Novopolotsk  | 2           | -         | 2009, 2012                   |
| Dinamo-93 Minsk     | 1           | 1         | 1995                         |
| FK Vitebsk          | 1           | 1         | 1998                         |
| FK Minsk            | 1           | 1         | 2013                         |
| Isloch Minsk Raion  | -           | 2         |                              |
| Dniepr Mahiliow     | -           | 1         |                              |
| Vedrytch Retchytsa  | -           | 1         |                              |
| Fandok Babrouïsk    | -           | 1         |                              |
| Torpedo Mahiliow    | -           | 1         |                              |
| Torpedo-MAZ Minsk   | -           | 1         |                              |
| Lokomotiv Minsk     | -           | 1         |                              |